# Eisenbahnunfall von Bramming

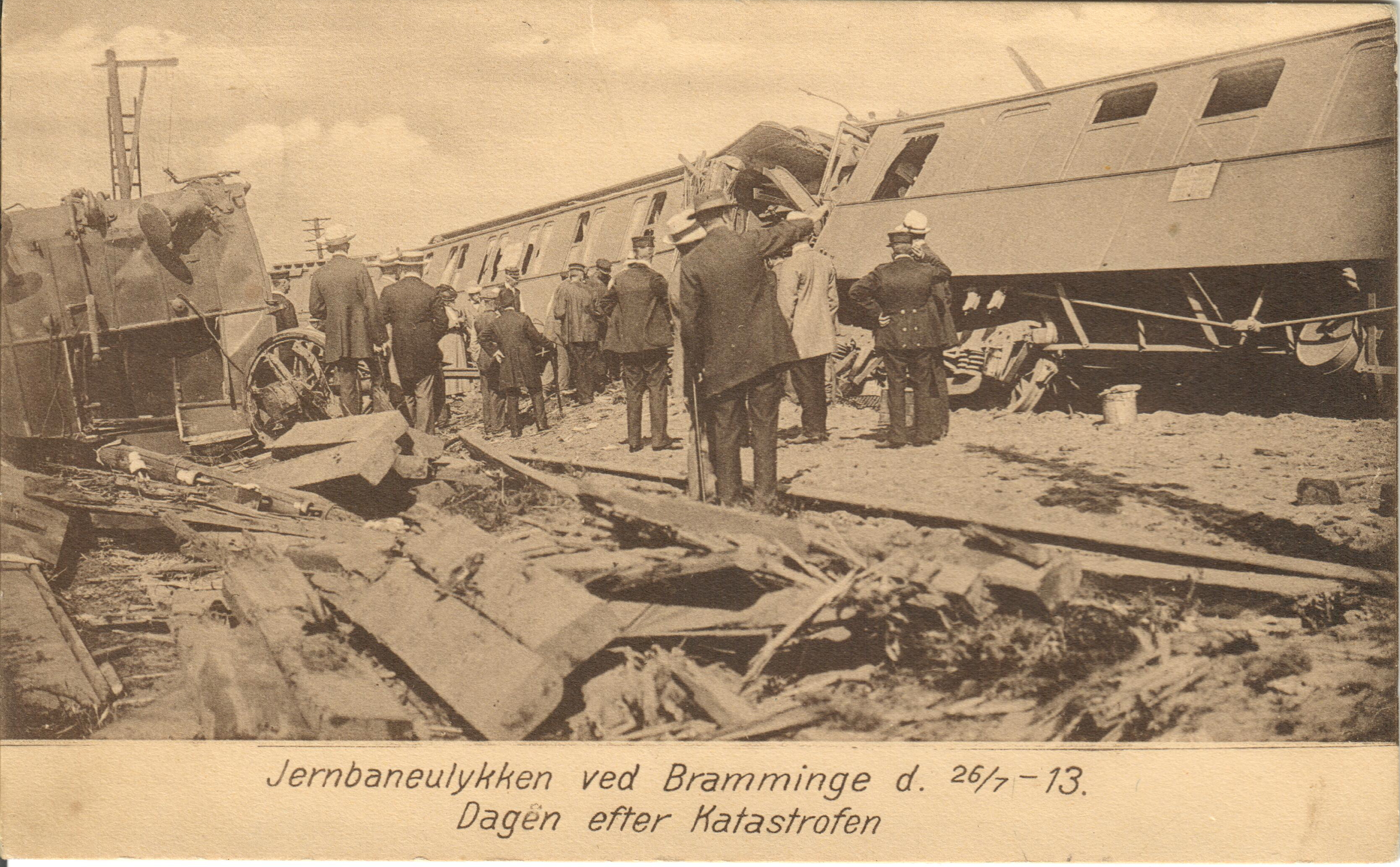
Postkarte von C.K.Olesen, Bramminge, nach einem Foto vom Folgetag des Unfalls

Beim Eisenbahnunfall von Bramming entgleiste am 26. Juli 1913 in der Nähe des Bahnhofs Bramming, Dänemark, auf freier Strecke aufgrund einer Gleisverwerfung ein Zug. 15 Menschen starben.

## Ausgangslage
Der Schnellzug 1029 kam von Fredericia, wo er fahrplanmäßig um 14:50 Uhr abfuhr. Er führte Kurswagen von Kopenhagen und war länger als üblich. Gezogen wurde er deshalb von zwei Dampflokomotiven, K 505, verstärkt durch die A 154, denen zehn Wagen, der zweiachsige Güterwagen mit Bremserhaus QE 34468, der vierachsige Gepäckwagen EM 2151 und die Reisezugwagen AS 283 (Drehgestellwagen, vierachsig), AA 20  (Drehgestellwagen, vierachsig),  CB 466 (zweiachsig), CB 1003 (zweiachsig), CN 11049  (Drehgestellwagen, vierachsig), AN 447  (Drehgestellwagen, vierachsig), CM 10277 (Drehgestellwagen, vierachsig) und CM 10226  (Drehgestellwagen, vierachsig) folgten. Der Zug beförderte 279 Reisende, darunter Auswanderer in die USA.
Bei der Ankunft am Bahnhof Lunderskov hatte der Zug drei Minuten Verspätung, die er ohne weiteres einholen konnte, ohne zu schnell fahren zu müssen. Bei der Durchfahrt durch Bahnhöfe betrug die zulässige Höchstgeschwindigkeit 75 km/h, auf freier Strecke 90 km/h.

## Unfallhergang
Nach späteren Aussagen von Reisenden und Personal soll der Zug schneller als üblich gefahren sein, Schätzungen reichten bis zu einer Geschwindigkeit von 120 km/h. Der Abschlussbericht stellte fest, dass die Höchstgeschwindigkeit wahrscheinlich überschritten und etwa 105 km/h gefahren wurde. Der Lokomotivführer der vorderen Lokomotive sagte dagegen aus, aufgrund der Durchfahrt durch den Bahnhof Bramming sei die Geschwindigkeit auf 75 km/h reduziert gewesen. Er habe sie nicht erhöht, da kurz darauf der Bahnhof Tjæreborg zu durchfahren war.
Die Unfallstelle lag in einer leichten Kurve (Radius 3000 m). Hier hatten Gleisbauarbeiten stattgefunden, die abgeschlossen waren. Das Gleis war noch nicht wieder vollständig in den Schotter eingebettet. Eine Geschwindigkeitsbegrenzung war nicht signalisiert. Aus letztendlich ungeklärter Ursache – eine Gleisverwerfung aufgrund großer Hitze wurde schließlich als wahrscheinlich angenommen – entgleiste um 16:15 Uhr der Tender der ersten Lokomotive, kurz nachdem der Zug den Bahnhof Bramming durchfahren hatte, und riss die die zweite Lokomotive und neun Wagen mit sich. Alle wurden erheblich beschädigt, die drei Wagen in Holzbauweise zwischen den Wagen der Stahlbauart zertrümmert. Die Lokpersonale konnten sich durch Abspringen in Sicherheit bringen. Nur der letzte Wagen blieb im Gleis.

## Folgen
15 Menschen starben, 44 wurden darüber hinaus verletzt.

## Wissenswertes
Im Bramming Egnsmuseum ist ein Modell des Unfallzuges zu sehen und Objekte aus dem verunglückten Zug sind ausgestellt. Zum 100. Jahrestag fand vom 11. Mai bis zum 25. August 2013 eine Sonderausstellung statt und der dänische Verkehrsminister, Henrik Dam Kristensen, besuchte die Unfallstelle.